# Cercospora uredinophila
Cercospora uredinophila är en svampart som först beskrevs av Pier Andrea Saccardo, och fick sitt nu gällande namn av Deighton 1969. Cercospora uredinophila ingår i släktet Cercospora och familjen Mycosphaerellaceae.   Inga underarter finns listade i Catalogue of Life.